# Henrique Hilário
Henrique Hilário (São Pedro da Cova, Portugal; 21 de octubre de 1975) es un exfutbolista portugués. Jugaba de portero y su último equipo fue el Chelsea FC. Actualmente es el entrenador de porteros del equipo londinense.

## Trayectoria
Para la temporada 2007/08, Hilário se encontró de nuevo la segunda opción para ambas Čech y Cudicini, pero hizo una aparición sustituto contra Blackburn Rovers en Ewood Park, después de Cech sufrió una lesión de cadera. A continuación pasó a empezar contra el Newcastle United y Fulham, como el Chelsea ganó 2-1 ambos concursos
El 8 de abril de 2008, hizo una aparición sustituto contra Fenerbahce, debido a la lesión de Cudicini, en la segunda etapa de los cuartos de final de la Liga de Campeones de la UEFA, y mantiene la portería invicta. Posteriormente, la prensa portuguesa indicó en una posible llamada a filas para la cara nacional portugués.

## Clubes
| Club       | País       | Año         | Partidos | Goles |
| ---------- | ---------- | ----------- | -------- | ----- |
| FC Porto   | Portugal   | 1996 - 2004 | 56       | 0     |
| Chelsea FC | Inglaterra | 2006 - 2014 | 39       | 0     |

## Palmarés

### Campeonatos nacionales e internacionales
| Título                | Club       | País       | Año  |
| --------------------- | ---------- | ---------- | ---- |
| Football League Cup   | Chelsea FC | Inglaterra | 2007 |
| FA Cup                | Chelsea FC | Inglaterra | 2007 |
| FA Cup                | Chelsea FC | Inglaterra | 2009 |
| Community Shield      | Chelsea FC | Inglaterra | 2009 |
| Premier League        | Chelsea FC | Inglaterra | 2010 |
| FA Cup                | Chelsea FC | Inglaterra | 2010 |
| UEFA Champions League | Chelsea FC | Inglaterra | 2012 |
| UEFA Europa League    | Chelsea FC | Inglaterra | 2013 |